# La Quintana (Sales de Llierca)
La Quintana és una masia del municipi de Sales de Llierca (Garrotxa) inclosa en l'Inventari del Patrimoni Arquitectònic de Catalunya.

## Descripció
La masia de La Quintana, que va ser una de les més importants del veïnat d'Entreperes, està situada a pocs quilòmetres de l'església romànica de Sant Grau d'Entreperes. És de planta rectangular, amb teulat a dues aigües amb les vessants vers les façanes laterals i el carener descentrat. Té baixos -part dels quals havien estat destinats al bestiar- amb diverses portes d'ingrés; una planta d'habitatge -amb accés des dels baixos gràcies a uns porta adovellada, i un pis superior o golfes. La Quintana fou bastida amb pedra del país, poc treballada, llevat dels carreus cantoners i els emprats per fer algunes de les obertures. Actualment, el mas es troba del tot abandonat i totes les cabanes i pallisses que la voltaven en estat de ruïna.